# Nacaduba cyaniris
Nacaduba cyaniris är en fjärilsart som beskrevs av Johannes Karl Max Röber 1892. Nacaduba cyaniris ingår i släktet Nacaduba och familjen juvelvingar. Inga underarter finns listade i Catalogue of Life.